# Euphoria inda
Euphoria inda är en skalbaggsart som beskrevs av Carl von Linné 1758. Euphoria inda ingår i släktet Euphoria och familjen Cetoniidae. Inga underarter finns listade i Catalogue of Life.

## Bildgalleri

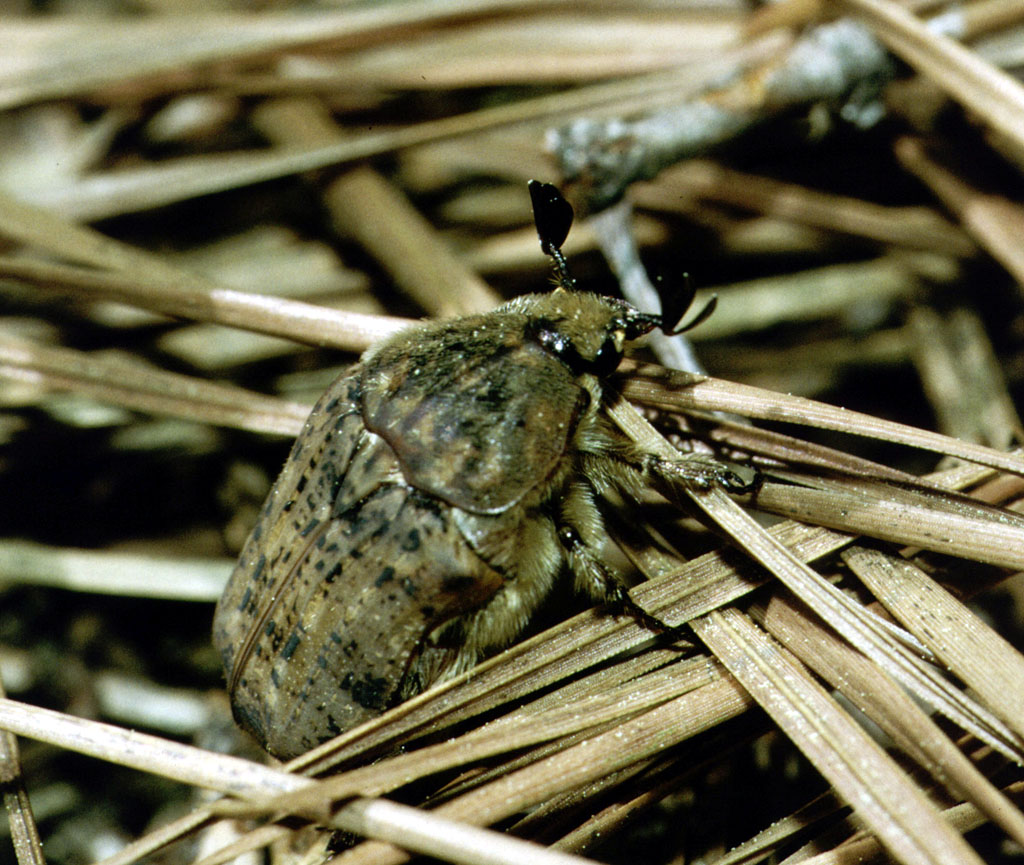